# Let There Be Rock: The Movie – Live in Paris
Let There Be Rock: The Movie — Live in Paris — концертный альбом австралийской хард-рок-группы AC/DC, выпущенный как двойной альбом в составе бокс-сета Bonfire, в 1997 году. Один из двух концертных альбомов (наряду с Live from the Atlantic Studios), вошедших в данный бокс-сет.

## Об альбоме
Диск был записан на концерте в Pavillon de Paris, в Париже, 9 декабря 1979 года, в течение всемирного тура в поддержку альбома Highway to Hell. Видеозапись этого концерта была издана, как видеоальбом AC/DC: Let There Be Rock в 1980 году. В данном переиздании была использована звуковая дорожка парижского концерта. Однако в отличие от видео, она передаёт весь сет-лист того выступления, «Walk All Over You» представлена в более полной версии, а также включает в себя песню «T.N.T.», которая не вошла в релиз 1980 года. С другой стороны на нём отсутствуют закулисные интервью с членами группы.
Издание включает в себя песни из альбомов Let There Be Rock, T.N.T., Powerage и Highway to Hell. Обложка альбома практически идентична обложке международной версии пластинки 1977 года Let There Be Rock, но она выполнена в других тонах, а из всей группы на ней остался только Ангус Янг.
Фил Сатклифф в своей книге AC/DC: High-Voltage Rock ’n’ Roll: The Ultimate Illustrated History, анализируя концертник, сообщил, что он запечатлел коллектив на этапе обретения славы, пришедшей после выпуска Highway to Hell. Он только недавно смог прочувствовать новый уровень помешательства, стадионного масштаба, создаваемого по большей частью самими музыкантами, благодаря продолжительным сольным импровизациям Ангуса Янга (в таких треках как «Bad Boy Boogie», «High Voltage» и «Let There Be Rock») и яркому маскулинному артистизму Скотта. Таким образом, запись представляет собой самое убедительное документальное свидетельство вклада Скотта в творчество группы.

## Список композиций
5xCD (East West Records – каталожный номер: 62119-2)
Слова и музыка всех песен — написаны Ангусом Янгом, Малькольм Янгом и Боном Скоттом.
| №  | Название                       | Оригинальный альбом | Длительность |
| -- | ------------------------------ | ------------------- | ------------ |
| 1. | «Live Wire»                    | T.N.T.              | 5:56         |
| 2. | «Shot Down in Flames»          | Highway to Hell     | 3:16         |
| 3. | «Hell Ain’t a Bad Place to Be» | Let There Be Rock   | 4:02         |
| 4. | «Sin City»                     | Powerage            | 5:01         |
| 5. | «Walk All Over You»            | Highway to Hell     | 4:36         |
| 6. | «Bad Boy Boogie»               | Let There Be Rock   | 12:57        |

| №                   | Название            | Оригинальный альбом | Длительность |
| ------------------- | ------------------- | ------------------- | ------------ |
| 1.                  | «The Jack»          | T.N.T.              | 5:25         |
| 2.                  | «Highway to Hell»   | Highway to Hell     | 3:12         |
| 3.                  | «Girls Got Rhythm»  | Highway to Hell     | 3:10         |
| 4.                  | «High Voltage»      | T.N.T.              | 6:17         |
| 5.                  | «Whole Lotta Rosie» | Let There Be Rock   | 4:39         |
| 6.                  | «Rocker»            | T.N.T.              | 9:10         |
| 7.                  | «T.N.T.»            | T.N.T.              | 4:11         |
| 8.                  | «Let There Be Rock» | Let There Be Rock   | 7:10         |
| Общая длительность: | Общая длительность: | Общая длительность: | 79:02        |

### Австралийская версия
Комплектация бокс-сета, выпущенного на родине ансамбля отличалась от остальных версий. Она включала в себя четыре диска вместо пяти. Треклист парижского концерта, лёгший в основу Let There Be Rock: The Movie – Live in Paris и состоящий из 14 композиций, был сокращён до 12, таким образом его запись уместилась на один диск (вместо двух, как в базовом варианте). Два не вместившихся на него трека, «Walk All Over You» и «T.N.T.», были включены в подборку редкостей Volts.
| №   | Название                       | Оригинальный альбом | Длительность |
| --- | ------------------------------ | ------------------- | ------------ |
| 1.  | «Live Wire»                    | T.N.T.              | 5:56         |
| 2.  | «Shot Down in Flames»          | Highway to Hell     | 3:16         |
| 3.  | «Hell Ain’t a Bad Place to Be» | Let There Be Rock   | 4:02         |
| 4.  | «Sin City»                     | Powerage            | 5:01         |
| 5.  | «Bad Boy Boogie»               | Let There Be Rock   | 12:57        |
| 6.  | «The Jack»                     | T.N.T.              | 5:25         |
| 7.  | «Highway to Hell»              | Highway to Hell     | 3:12         |
| 8.  | «Girls Got Rhythm»             | Highway to Hell     | 3:10         |
| 9.  | «High Voltage»                 | T.N.T.              | 6:17         |
| 10. | «Whole Lotta Rosie»            | Let There Be Rock   | 4:39         |
| 11. | «Rocker»                       | T.N.T.              | 9:10         |
| 12. | «Let There Be Rock»            | Let There Be Rock   | 7:10         |

## Участники записи
Приведены по сведениям баз данных Discogs и AllMusic.
:
- Бон Скотт — вокал
- Ангус Янг — соло-гитара
- Малькольм Янг — ритм-гитара, бэк-вокал
- Клифф Уильямс — бас-гитара, бэк-вокал
- Фил Радд — ударные

В прилагающемся к альбому буклете басистом группы ошибочно указан Марк Эванс. На момент записи он уже не был участником группы.
Технический персонал:
- Тони Платт[англ.] — сведение